# Ptolomeu de Assis Brasil
General Ptolomeu de Assis Brasil (São Gabriel, 26 de março de 1878 — São Gabriel, 23 de agosto de 1935) foi um engenheiro, agropecuarista e militar brasileiro..
Assumiu o governo de Santa Catarina como interventor federal, de 25 de outubro de 1930 a 26 de outubro de 1932.

## Biografia
Filho do estancieiro Antônio de Assis Brasil e de Idalina Laureano da Silva. Era também sobrinho do ilustre Joaquim Francisco de Assis Brasil.
Ptolomeu cursou o curso superior em Matemática e Ciências Físicas. Ingressa no exército no ano de 1894. Realizou o curso de Estado Maior e de Engenharia, em 1898, e de Revisão em 1920.
Entretanto obteve diversas promoções ao longo da carreira; Tenente (1905); Capitão (1916); Major (1919); Tenente-Coronel (1922); Coronel (1927) e General de Brigada reformado (1928).
Na época em que fora promovido a Coronel, passou então a dirigir o Serviço de Remonte do Exército. 
Participou ativamente da Revolução de 30, deflagrada em 3 de outubro no Rio Grande do Sul, comandando uma coluna que deixou o estado do Rio Grande do Sul e ocupou a capital de Santa Catarina.
Em sua companhia, chegaram a Florianópolis os chefes liberais catarinenses Nereu Ramos, Henrique Rupp Júnior e Antenor Morais. Após a deposição do presidente Washington Luís, por uma junta governativa na capital federal em 24 de outubro e a entrega do poder ao líder revolucionário Getúlio Vargas.
No dia 3 de novembro do mesmo ano, foi nomeado por Getúlio, a interventor federal em Santa Catarina. Exerceu a função até outubro de 1932, quando foi substituído pelo Major Rui Zobaran, seu meio-irmão.

Ptolomeu é o primeiro à esquerda, sentado. Junto de seus 3 irmãos. Leônidas de Assis Brasil, José de Assis Brasil e Rui Zobaran (irmão pela parte materna)

Casou-se duas vezes: primeiro, com Arlinda Porto de Castilhos, com quem teve quatro filhos e, após ficar viúvo, com Diomira Vieira, com quem teve um filho. .
Publicou os livros: Papel da Cavalaria em Campanha (1908) e Batalha de Caiboaté (1935).

## Morte
Faleceu no Rio de Janeiro, no dia 23 de agosto de 1935..